# Salvo Guglielmino
Salvo Guglielmino (Palazzolo Acreide, 22 luglio 1961) è un giornalista e scrittore italiano, responsabile dell'ufficio stampa della Cisl e portavoce del segretario generale dal 2006.

## Biografia
Ha conseguito la laurea in Scienze Politiche, con indirizzo politico-internazionale, presso l’Università degli Studi di Catania e successivamente un Master per Uffici Stampa e Relazioni esterne presso l’Università degli Studi di Firenze.

## Carriera giornalistica
Ha iniziato la sua carriera giovanissimo nei primi anni Ottanta in Sicilia, collaborando con Il Diario, La Gazzetta di Siracusa, Il Giornale del Sud, I Siciliani e dal 1984 La Sicilia di Catania, occupandosi di cronaca, politica e problemi sociali del Mezzogiorno. 
Trasferitosi a Roma, dopo una breve esperienza all’Ufficio Stampa del Ministero delle Finanze, ha lavorato dal 1989 al 1991 come redattore economico e politico al quotidiano della Cisl, “Conquiste del lavoro”, prima di entrare a far parte dell'Ufficio Stampa nazionale della Confederazione.
Giornalista professionista, ha ricoperto il ruolo anche di Capo Ufficio Stampa del SIULP, della CISL FP, della Slp Cisl, della Profidi e dell’Ebna, dirigendo  i periodici di categoria.  Ha collaborato con numerose testate nazionali su temi politici, sociali e culturali: Il Sabato,  L'Espresso, Avvenire, Il Messaggero, Il Giornale, Il Tempo, Europa, Panorama Economy, Il Venerdì di Repubblica, La Discussione, Il Dubbio, Il Quotidiano del Sud.
Dal 2007 è responsabile di Labor Tv, la web tv del lavoro della Cisl.
Dal 1998 fa parte del Consiglio Nazionale della FNSI su designazione della Cisl. 

## Opere

### Pubblicazioni come autore
- S. Guglielmino, "Microcosmo Sicilia", 2021, Rubbettino[1];
- S. Guglielmino, "L’altro Sud. Storie di eroi del quotidiano", 2024, Rubbettino[2].

### Pubblicazioni come coautore/curatore
- S. D’Antoni, “La società che governa. Il futuro della concertazione e della democrazia economica”, 1999, Edizioni Lavoro;
- S. Guglielmino, A. Benvenuti, “Il sindacato nella rete. Da internet ai social network”, 2011, Edizioni Lavoro[3];
- S. Guglielmino, A. Benvenuti, “Combook. Twitter, Facebook, YouTube, LinkedIn. Come comunicare con i social network”, 2013, Centro di Documentazione Giornalistica[4].

## Premi e riconoscimenti
- Nel 1988 ha vinto il Premio Giornalistico “Giuseppe Fava” con un’inchiesta a puntate pubblicata sul quotidiano La Sicilia.
- Nel 1997 ha ricevuto il Premio culturale intitolato alla memoria dello scrittore e filosofo siciliano Giuseppe Rovella.